# 南嶽懐譲
南嶽懐譲（なんがく えじょう）は、中国の唐代の禅僧。諡は大慧禅師。俗姓は杜。金州安康県の出身。

## 公案
懐譲は始めは五祖弘忍の法嗣、嵩山の慧安の元で修行していたが、慧安は懐譲の人となりを見て六祖慧能の元で修行するように指示を出した。懐譲は慧能の元に赴き型通りの初相見となったが、自己紹介の後に「ノコノコとわしの前に出てきた奴は何者か」と再度問われ答えることができなかった。懐譲は長い修行の間、この這個の問答が胸につかえていたが、8年経って忽然として気が付き、師に「あの時は答えることができませんでしたが、ようやく見解を呈する自信がつきました」と伝えた。聞かせてみよ、と促されて懐譲が呈したのが「説似一物即不中」（ある程度それらしい説明はできるが、その真味を伝えることは到底できない）である。
弟子に著名な禅僧である馬祖道一がいた。仏になろうと座禅の修行にひたすら打ち込む道一に対し、瓦を磨いて鏡にしようとするのと同じだ、と戒めた「南嶽磨磚」の逸話で有名である。